# Demografija Francije
V Franciji živi več kot 61 milijonov ljudi, če upoštevamo le metropolitansko ozemlje. Z upoštevanjem prekomorskih ozemelj in departmajev je skupno število prebivalcev več kot 64 milijonov. 

## Zgodovinski podatki za prebivalstvo Francije
Opombe: 
- podatki so le za metropolitansko Francijo in ne upoštevajo prekomorskih ozemelj in departmajev ter nekdanjih kolonij in protektoratov. Izključena je tudi Alžirija, čeprav je bila do leta 1962 del metropolitanske Francije.
- za lažjo primerjavo so podatki navedeni za Francijo v mejah iz leta 2004. To so bile meje Francije med letoma 1860 in 1871 ter potem spet po letu 1919. Podatki pred letom 1860 so bili prilagojeni, da vključujejo Savojo in Nico, ki sta del Francije postali leta 1860. Podatki med letoma 1795 in 1815 ne vključujejo francoskih departmajev v današnjih Belgiji, Nizozemski, Nemčiji in Italiji, čeprav so takrat bili del Francije. Podatki med letoma 1871 in 1919 so bili prilagojeni, da vključujejo Alzacijo in del Lorene, ki sta bili takrat del Nemškega cesarstva.
- podatki pred letom 1801 so sodobne ocene, podatki po vključno z letom 1801 pa so izdelani na podlagi uradnega cenzusa.

| Leto          | Prebivalstvo | Leto | Prebivalstvo | Leto | Prebivalstvo |
| ------------- | ------------ | ---- | ------------ | ---- | ------------ |
| 50 pr. n. št. | 2.500.000    | 1811 | 30.271.000   | 1896 | 40.158.000   |
| 0             | 5.500.000    | 1816 | 30.573.000   | 1901 | 40.681.000   |
| 120           | 7.200.000    | 1821 | 31.578.000   | 1906 | 41.067.000   |
| 400           | 5.500.000    | 1821 | 31.578.000   | 1906 | 41.067.000   |
| 850           | 7.000.000    | 1826 | 32.665.000   | 1911 | 41.415.000   |
| 1226          | 16.000.000   | 1831 | 33.595.000   | 1921 | 39.108.000   |
| 1345          | 20.200.000   | 1836 | 34.293.000   | 1926 | 40.581.000   |
| 1400          | 16.600.000   | 1841 | 34.911.000   | 1931 | 41.524.000   |
| 1457          | 19.700.000   | 1846 | 36.097.000   | 1936 | 41.502.000   |
| 1580          | 20.000.000   | 1851 | 36.472.000   | 1946 | 40.503.000   |
| 1594          | 18.500.000   | 1856 | 36.714.000   | 1954 | 42.777.000   |
| 1600          | 20.000.000   | 1861 | 37.386.000   | 1962 | 46.243.000   |
| 1670          | 18.000.000   | 1866 | 38.067.000   | 1968 | 49.778.000   |
| 1700          | 21.000.000   | 1872 | 37.653.000   | 1975 | 52.656.000   |
| 1715          | 19.200.000   | 1876 | 38.438.000   | 1982 | 54.335.001   |
| 1740          | 24.600.000   | 1881 | 39.239.000   | 1990 | 56.615.000   |
| 1801          | 29.361.000   | 1886 | 39.783.000   | 1999 | 58.519.000   |
| 1806          | 29.648.000   | 1891 | 39.947.000   | 2007 | 61.538.322   |